# Henry Trubner
Henry Trubner, geboren als Heinz Trübner (* 10. Juni 1920 in München; † 15. April 1999 in Seattle), war ein US-amerikanischer Kunsthistoriker, spezialisiert auf ostasiatische Kunst.

## Leben
Heinz Trübner war ein Enkel des Malers Wilhelm Trübner und Sohn des Kunsthistorikers Jörg Trübner (1902–1930) und seiner Frau Gertrude [Tula], geborene Schmiegelson. Sein Vater hatte sich auf chinesische Kunst spezialisiert und arbeitete für die darauf spezialisierte Kunsthandlung seines Schwagers Edgar Worsch (1880–1972) in Berlin, in dessen Haus Heinz auch aufwuchs. Sein Vater starb 1930 als Heinz 10 Jahre alt war auf einer Reise in China, daraufhin ließ sich seine Mutter in New York nieder. Heinz blieb bei seinem Onkel und seiner Tante Hedwig (Hedi) in Berlin. Seit den frühen 1930er Jahren lebte sein Onkel in Genf, wo Heinz die Schule besuchte, von 1935 bis 1938 war er auf dem Internat Cranleigh School in Cranleigh (Surrey). in England. 1938 ging er mit seiner Mutter in die USA und studierte an der Harvard University (BA 1942, MA 1944) und war von 1942 bis 1947 als studentische Hilfskraft an deren Fogg Art Museum tätig. In Harvard kam er durch Langdon Warner und Benjamin Rowland zur ostasiatischen Kunstgeschichte. Noch bevor er seine Dissertation vollenden konnte, wurde er 1947 der Kurator für orientalische Kunst am Los Angeles County Museum of Art. 1958 wechselte er als Kurator für Fernöstliche Kunst an das Royal Ontario Museum in Toronto, 1968 als Kurator für asiatische Kunst an das Seattle Art Museum. Dort war er von 1976 bis zu seinem Ruhestand 1987 auch stellvertretender Direktor.